# Luigi Fabbri
Pour les articles homonymes, voir Fabbri.
Luigi Fabbri (né le 22 décembre 1877 à Fabriano, dans la province d'Ancône, dans les Marches, Italie – mort le 24 juin 1935 à Montevideo, Uruguay) était un communiste libertaire italien du début du XXe siècle, proche d'Errico Malatesta.

## Biographie
Luigi Fabbri remplace Malatesta  quand celui-ci est en prison (et d'autres compagnons), dans la rédaction du journal « L'Agitazione. » Il participe à divers journaux où son objectif est de convaincre avec des arguments simples et réalistes, refusant les insultes et le ton violent alors trop courant dans le mouvement anarchiste. Il rédige d'ailleurs une brochure intitulée « Les influences bourgeoises dans l'anarchisme » dans laquelle il dénonce l'usage de la violence et la propagande par le fait comme des produits de la culture bourgeoise ayant contaminé le mouvement anarchiste. 
Le 10 mai 1898, il est arrêté et envoyé en résidence surveillée dans l'île de Ponza où il rencontre Sante Ferrini, puis à Favignana à partir de mai 1900. Libéré le 17 octobre 1900, il s'installe à Rome, où il fonde, en 1903,  la revue Il Pensiero avec Pietro Gori. 
Deux mois avant le congrès international anarchiste d'Amsterdam, il écrit une brochure comme un plaidoyer pour l'« organisation anarchiste » considérant que l'organisation est un postulat de la doctrine anarchiste.
Il écrit une brochure au sujet du syndicalisme : « L'organisation ouvrière et l'anarchie » en tant que réponse au débat entre Monatte et Malatesta au sujet du rôle du syndicat dans le mouvement anarchiste.

### Première Guerre mondiale et anti-fascisme
Durant la Première Guerre mondiale, il fait de la propagande anti-militariste. Les événements révolutionnaires en Russie, la situation de l'anarchisme en Italie l'inspirent et il écrit une brochure « Crise de l'anarchisme. » Il répond aux écrits de Lénine, « l'État et la révolution » dans le livre « Dictature et révolution. » Il répond au bolchévique Nikolaï Boukharine avec le livre « Anarchie et communisme scientifique. »
Il participe à la fondation de l'Union anarchiste communiste italienne en 1919, qui prend le nom d'Union anarchiste italienne l'année suivante.
À la suite de la répression du mouvement des conseils d'usines et des Biennio rosso (« Les deux années rouges » de 1919-1920), il écrit « La Contre révolution préventive ».
Il analyse le fascisme italien comme un produit de la lutte de classe et comme un produit de la crise morale de la société contemporaine. Pour lui, la capacité qu'a eu le fascisme de prendre le pouvoir illustre le fait que chaque révolution est le résultat de l'action de minorités volontaristes, alors que la majorité reste passive.
Entre 1924 et 1926, il anime le journal clandestin Pensiero e Volontà publié à Rome sous la direction de Malatesta.
Professeur, il refuse de prêter serment au fascisme de Benito Mussolini, il est contraint à l'exil.
Il fuit d'abord en Suisse puis à Paris, où en 1927 il crée la revue Lotta umana (Lutte humaine).
En 1929, il est expulsé de France et ensuite de Belgique.

### Exil en Amérique du Sud
En 1929, il s'installe en Uruguay, où il dirige l'école italienne de Montevideo, mais est rapidement démis de ses fonctions sous la pression du gouvernement de Mussolini.
Il joue un rôle important dans le mouvement libertaire en Amérique du Sud où l'anarchisme jouit encore d'une forte popularité dans les milieux ouvriers et notamment dans la Fédération ouvrière régionale argentine.
En 1931, il publie, d'abord à Buenos Aires, puis à Montevideo une revue de débat mensuel, Studi sociali.
Son dernier travail théorique porte sur la dimension humaniste de l'anarchisme, qui est pour lui éclipsé par l'importance du courant anarcho-syndicaliste. Dans le même temps, il est à l'initiative de publication des œuvres de Errico Malatesta, publiées à Bruxelles entre 1934 et 1936 et d'une biographie de ce dernier publiée, à titre posthume, en 1945.

## Œuvre
- La lutte humaine: Luigi Fabbri : le mouvement anarchiste italien et la lutte contre le fascisme, Éditions du Monde libertaire, 1994, extraits en ligne.

## Notices
- Notices d'autorité :   - VIAF
  - ISNI
  - BnF (données)
  - IdRef
  - LCCN
  - GND
  - Italie
  - CiNii
  - Espagne
  - Belgique
  - Pays-Bas
  - Israël
  - NUKAT
  - Catalogne
  - Vatican
  - Australie
  - Tchéquie
  - WorldCat
- Notice dans un dictionnaire ou une encyclopédie généraliste :   - Dizionario biografico degli italiani
- L'Éphéméride anarchiste : notice biographique.
- (it) Dizionario biografico degli anarchici italiani, volume II, Pisa, BFS Edizioni, 2004,  (ISBN 88-86389-87-6), notice éditeur.
- (it) Paolo Alberti, Luigi Fabbri : notice biographique.